# Przegłos
Przegłos, inaczej metafonia, apofonia (ablaut – z niem.) – uwarunkowana fonologicznie wymiana samogłosek w temacie (np. w języku niemieckim i praindoeuropejskim), powstała na skutek historycznych procesów fonetycznych, jak również proces fonetyczny, w wyniku którego pojawia się przegłos, np. przegłos lechicki. Apofonia dzieli się na jakościową, gdzie następuje alternacja całego dźwięku (np. łac. tego i toga) i ilościową, gdzie zmienia się długość samogłoski: lēgit – lĕgit.
Śladem przegłosu w języku praindoeuropejskim jest apofonia (pra)indoeuropejska. Podobne zjawisko występuje w językach semickich.